# Gildwiller
 Gildwiller  là một xã thuộc tỉnh Haut-Rhin trong vùng Grand Est, đồng bắc Pháp. Xã này có diện tích 5,02 km², dân số năm 1999 là 294 người. Khu vực này có độ cao trung bình 295 mét trên mực nước biển.